# بطن الحجر

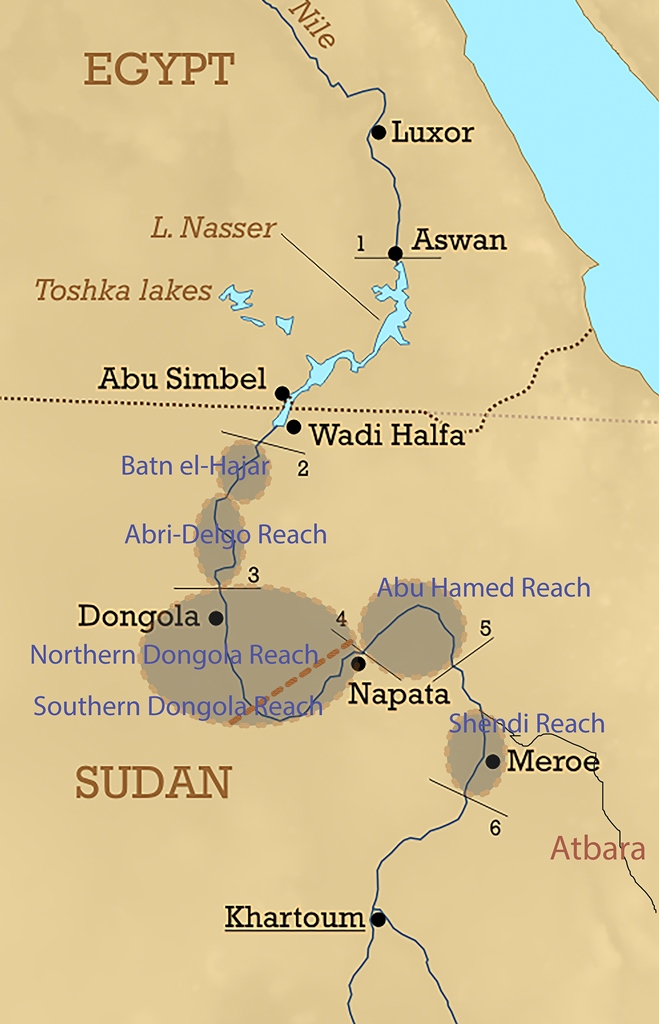
مناطق فيزيوجرافية مرتبطة بالعديد من الروافد النيلية

بطن الحجر أو بطن الحجارة يبلغ طولها حوالي 160 كيلومترًا وتمتد من شلال دال لنهر النيل إلى أسفل بحيرة النوبة المغمورة حاليًا في السودان .

## تاريخ
بطن الحجر أرض قاحلة وغنية بالجرانيت تعد التربة الصالحة للزراعة ، وبالتالي فهي قليلة السكان.و كانت بطن الحجر من الحدود التقليدية بين النوبة العليا والنوبة السفلى . وتوجد في هذا المنطقة عدد من المواقع الأثرية المهمة للمجموعة  والمروية.